# Sidney Robinson
Sidney John Robinson (Denton, 1 de agosto de 1876 - Long Sutton, 3 de fevereiro de 1959) foi um atleta e campeão olímpico britânico, especializado em provas de meio-fundo com barreiras.
Participou dos Jogos Olímpicos de Paris 1900 representando a Grã-Bretanha, onde conquistou uma medalha de prata nos 2500 m steeplechase e uma de bronze nos 4000 m steeplechase. Sua medalha de ouro, porém, veio na prova dos 5000 m por equipes, numa época em que era permitido a formação de equipes mistas para disputar certas modalidades de esportes, mesmo que os atletas não fossem do mesmo país. Junto com os também britânicos John Rimmer, Charles Bennett, Alfred Tysoe e o australiano Stan Rowley, ele se tornou campeão olímpico nesta prova, a última disputada no atletismo daqueles Jogos.